# وایلفرسن
وایلفرسن (به آلمانی: Wielfresen) یک منطقهٔ مسکونی در اتریش است که در دویچلندسبرگ واقع شده‌است. وایلفرسن ۴۳٫۸۴ کیلومتر مربع مساحت دارد ۶۲۰ متر بالاتر از سطح دریا واقع شده‌است.